# Константинов дар
Константинов дар (лат., Constitutum Donatio Constantini or Constitutum domini Constantini imperatoris) се нарича фалшифициран документ, на който папите дълго време се позовавали, за да обосноват своите претенции за светска власт и върховенство над останалите църковни йерарси. Смятало се, че е даден от император Константин I Велики (оттук и името му) на папа Силвестър I (317–335 г.) и с него той предал върховната власт над Западната Римска империя, в т.ч. над Италия. В него пише, че „за посочването на правата вяра“ и „изцеление от проказата“ предоставя на наместниците на апостол Петър власт и почест, равни на императорските, а също и върховенство над всички християнски църкви; освен това на папата се предоставяли ред привилегии, богати дарове на църквите, а на римските кардинали – званието сенатор.
Неистинността на този документ е доказана от италианския учен-хуманист Лоренцо Вала. Той бил добър познавач на класическите езици и като анализирал „Константиновия дар“ установил, че той не произхожда от времето на император Константин, а е съставен по-късно. Част от учените днес смятат, че документът е съставен по времето на папа Стефан II (752–757), а според други това е станало към средата на IX век. Част е от други известни фалшификати, известни като „Лъжеисидорови декреталии“.